# Харьковский национальный университет внутренних дел
Харьковский национальный университет внутренних дел (укр. Харківський національний університет внутрішніх справ) — высшее учебное заведение системы МВД Украины.

## История
Июнь 1921 года — Школа профессиональной подготовки работников милиции (организована на базе Харьковской губернской школы милиции)
Ноябрь 1922 года — Харьковская школа милиции преобразована в республиканскую (в то время Харьков был столицей УССР).
В дальнейшем это были курсы начальников милиции, курсы красных милиционеров Харьковской губернии, курсы по подготовке командного состава милиции, Всеукраинская школа командного состава милиции и розыска, Школа старшего комсостава милиции УССР, Школа рабоче-крестьянской милиции, Межобластной учебный пункт милиции и др.
Июль 1970 года — Межобластная школа милиции подготовки младшего и среднего начальствующего состава
Октябрь 1983 года — Харьковские Высшие курсы МВД СССР
Ноябрь 1990 года — Специальный Факультет МВД при Украинской юридической академии
Январь 1992 года — Харьковский институт внутренних дел
Ноябрь 1994 года — Харьковский университет внутренних дел
Март 2001 года — Национальный университет внутренних дел
Сентябрь 2005 года — Харьковский национальный университет внутренних дел

## Факультеты и филиалы
Факультет № 1 (следствия)
Факультет № 2 (уголовной полиции)
Факультет № 3 (подразделений полиции превентивной деятельности)
Факультет № 4 (киберполиции)
Факультет № 5 (заочного обучения)
Факультет № 6 (права и массовых коммуникаций) — учатся студенты, в том числе иностранные граждане, на дневной, заочной и дистанционной формах обучения
Кременчугский лётный колледж
Сумской филиал ХНУВД
Центр первичной профессиональной подготовки «Академия полиции» Сумского филиала ХНУВД.

## Образование в университете
Подготовка специалистов осуществляется в таких отраслях: право, гражданская безопасность, управление и администрирование, социальные и поведенческие науки, информационные технологии. В университете можно получить высшее образование по семи специальностям: право; правоохранительная деятельность; кибербезопасность; компьютерные науки и информационные технологии; психология; социология; финансы, банковское дело и страхование с предоставлением степени высшего образования «бакалавр», «магистр».
Учебное заведение осуществляет подготовку по образовательно-научной степени доктор философии по специальностям: право, психология, науки об образовании.
Университет имеет мощный научно-педагогический коллектив. Занятия с курсантами, студентами и слушателями проводят 72 доктора наук, 50 профессоров, 331 кандидат наук, 166 доцентов, 14 сотрудников, имеющих почётное звание «Заслуженный». Работают 30 кафедр, 3 научно-исследовательских лаборатории, созданы собственные научные школы, которые занимают ведущие позиции в научной среде и каждая из которых имеет значительные достижения.
ХНУВС стал одним из базовых ведомственных учебных заведений в реализации проекта «Моя новая полиция» и продолжает участвовать в начатых МВД Украины программах подготовки и переподготовки кадров для Национальной полиции Украины.
Коллективом университета определены приоритеты, которых он придерживается в своей деятельности: национально-патриотическое и культурное воспитание, здоровый образ жизни, овладение IТ-технологиями, углублённое изучение иностранных языков.

## Научная деятельность
Основным направлением научной деятельности Харьковского национального университета внутренних дел является проведение исследований, направленных на решение задач практических подразделений, входящих в сферу управления МВД Украины.
В ХНУВД действуют 5 специализированных учёных советов по защите диссертаций на соискание учёных степеней кандидата, доктора юридических и кандидата психологических наук.
Ежегодно проводятся научно-практические конференции, семинары, круглые столы по различным направлениям правоохранительной деятельности.

## Редакционно-издательская деятельность
Университет является основателем и издателем научных профессиональных изданий «Вісник Харківського національного університету внутрішніх справ», «Вісник Кримінологічної асоціації України», «Право і Безпека», «Форум права» (электронный журнал).

## Международное сотрудничество
Университет активно сотрудничает с полицейскими учреждениями Швеции, Чехии, Норвегии, США, Турции, Хорватии, Польши, Молдовы, Грузии, Азербайджана и других стран.

## Материально-техническая база
Действуют учебно-тренировочные полигоны — криминалистический отдел полиции, центр по борьбе с киберпреступностью и мониторинга киберпространства, 100-метровый стрелковый комплекс, центры коррекционной и психодиагностической деятельности, гендерного образования, кабинет педагогического мастерства для молодых преподавателей, кабинет для обучения курсантов водительскому мастерству, выставочный зал, музей университета, открыт Центр Украинско-польского развития. Работают уникальные учебные аудитории — зал судебных заседаний, «зелёная комната» для оказания психологической помощи пострадавшим от насилия, юридическая клиника, в которой курсанты и студенты университета оказывают бесплатную правовую помощь населению.

## Спортивная база университета
Борцовские, тренажёрные и спортивные залы, летний многофункциональный спортивный комплекс, который включает в себя площадки для выполнения гимнастических упражнений, игры в мини-футбол, волейбол, баскетбол и полосу препятствий. Открыт тренировочно-спортивный комплекс стадион «Динамо-Арена», построенный по современным европейским стандартам.
В учебном заведении работают секции по различным видам спорта — тайского бокса, самбо, дзюдо, лёгкой атлетике, гиревому спорту, шахматам и др. Очень популярными среди молодёжи есть игровые виды спорта — футбол, волейбол, баскетбол. Спортсмены университета — неоднократные победители чемпионатов Украины, Европы и мира.